# 목포애향중학교
목포애향중학교는 대한민국 전라남도 목포시 옥암동에 있는 공립 중학교이다.

## 학교 연혁
- 2010년 3월 1일 : 목포애향중학교 개교
- 2010년 3월 1일 : 제1대 이진배 교장 부임
- 2012년 3월 2일 : 입학식 (남 152명, 여 150명 총 302명)
- 2013년 2월 8일 : 제1회 졸업식 (237명)
- 2023년 3월 1일 : 제6대 홍경환 교장 부임
- 2025년 2월 7일 : 제13회 졸업식(230명, 누적 3,225명)
- 2025년 3월 4일 : 입학식(남 115명, 여 116명 총 231명)

## 참고 자료
- 목포애향중학교 - 한국교육학술정보원 학교알리미